# Grăjdeni
Grăjdeni – wieś w Rumunii, w okręgu Vaslui, w gminie Fruntișeni. W 2011 roku liczyła 785 mieszkańców.